# 攻击型潜艇

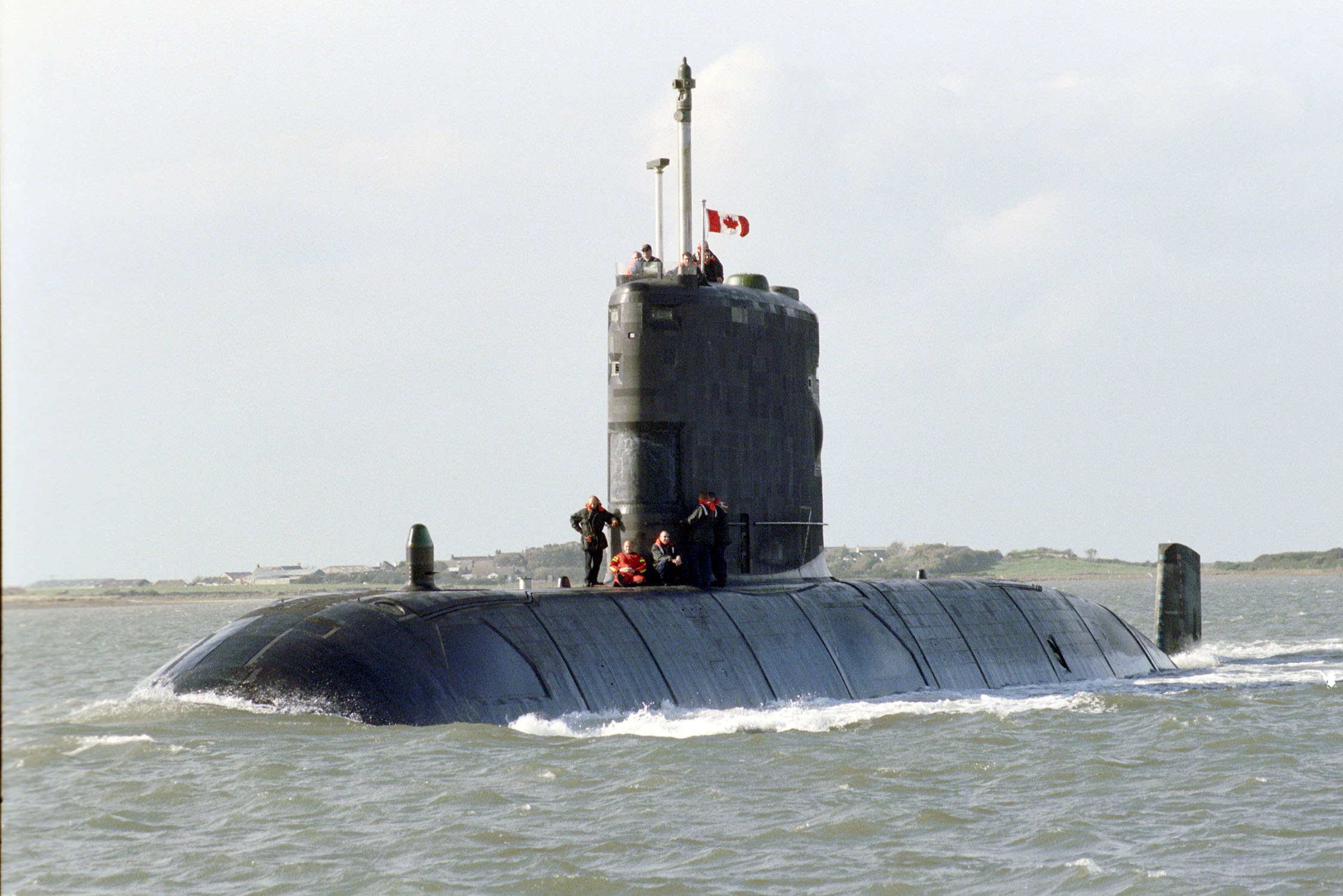
加拿大皇家海军温莎号攻击型潜艇

攻击型潜艇或攻击潜艇（英語：attack submarine），也称猎杀型潜艇（hunter-killer submarine），是指专门设计用来攻击和毁伤水面舰艇和其它潜艇的进攻型潜艇，通常用于搜索与歼灭战术通过连续打击高价值的主力舰和航运货船来达到区域拒止和扰乱敌方后勤的战略目标，此外还可以作为舰队的一部分为友方水面舰艇和弹道导弹潜艇提供水下预警和保护。一些攻击型潜艇还配备了巡航导弹，从而具有了打击陆上目标的能力。在近年来，一些攻击型潜艇还配有释放潜水器和无人水下载具的能力，可以为特种部队实施渗透战术提供条件。

## 各国叫法
在美国海军舰船分类系统和等效的北约STANAG 1166分类系统中，核动力攻击潜艇被称为“SSN”，N即指核动力（nuclear）。而使用柴电动力的前型猎艇潜艇被称为“SSK”，K即指“潜艇猎杀者”（hunter-killer）。 根据目前美国海军的描述，攻击潜艇的任务包括：
- 寻找和摧毁敌方潜艇和水面舰艇
- 使用战斧巡航导弹和特种作战部队向岸上投射力量
- 执行情报、监视和侦察（ISR）任务
- 支持战斗群作战
- 参与水雷战

在苏联和俄罗斯海军中，使用名称“ПЛАТ”（鱼雷核潜艇）和“МПЛАТРК ”（带巡航导弹的多用途鱼雷核潜艇），缩写中的A指核动力，T指鱼雷。两者合起来称“多用途潜艇”（Многоцелевые лодки），等同于美国SSN的概念。苏联和俄罗斯海军中的“ДЭПЛ”（柴电潜艇）等同于美国SSK的概念。
在英国皇家海军中，曾用“舰队潜艇”（fleet submarine）指代攻击型潜艇，现已改叫攻击型潜艇。
在法国海军中，称呼核动力攻击潜艇为“Les Sous-marins Nucléaires d'Attaque”，缩写SNA。
在中国人民解放军海军的攻击潜艇包括核动力和常规动力。此外有一艘32型潜艇使用常规动力，但因设计和用途不同被称为“常规动力导弹潜艇”。

## 历史
早期潛艇受限於當時科技，只可以做發射魚雷和佈置水雷，與偵察或運送特務與特種部隊等任務。不能作現代分類，可是機能接近現在攻擊型潛艇。

### 起源
在二战时期，美国海军将执行水面进攻作战任务的潜艇称为舰队潜艇。其具有高速、长航程和长续航力，可以伴随海军战斗舰队行动。
在1945年2月9日，英国皇家海军一艘冒险者号潜艇击沉了德军一艘U-864U型潜艇。当时两艇都在水下潜望状态，这是至今唯一一起均在下潜状态中的潜艇间的击沉事件。
在二战结束后，美国和苏联都获得了德国先进的XXI級潛艇。美国海军开始推进GUPPY计划，旨在按照XXI級潛艇的设计对二战潜艇进行现代化改造。到1955年，美国海军开始用“攻击型潜艇”来指GUPPY计划改造后的潜艇，以及新建的刺尾鲷级潜艇和镖鲈号潜艇。

### 猎艇潜艇

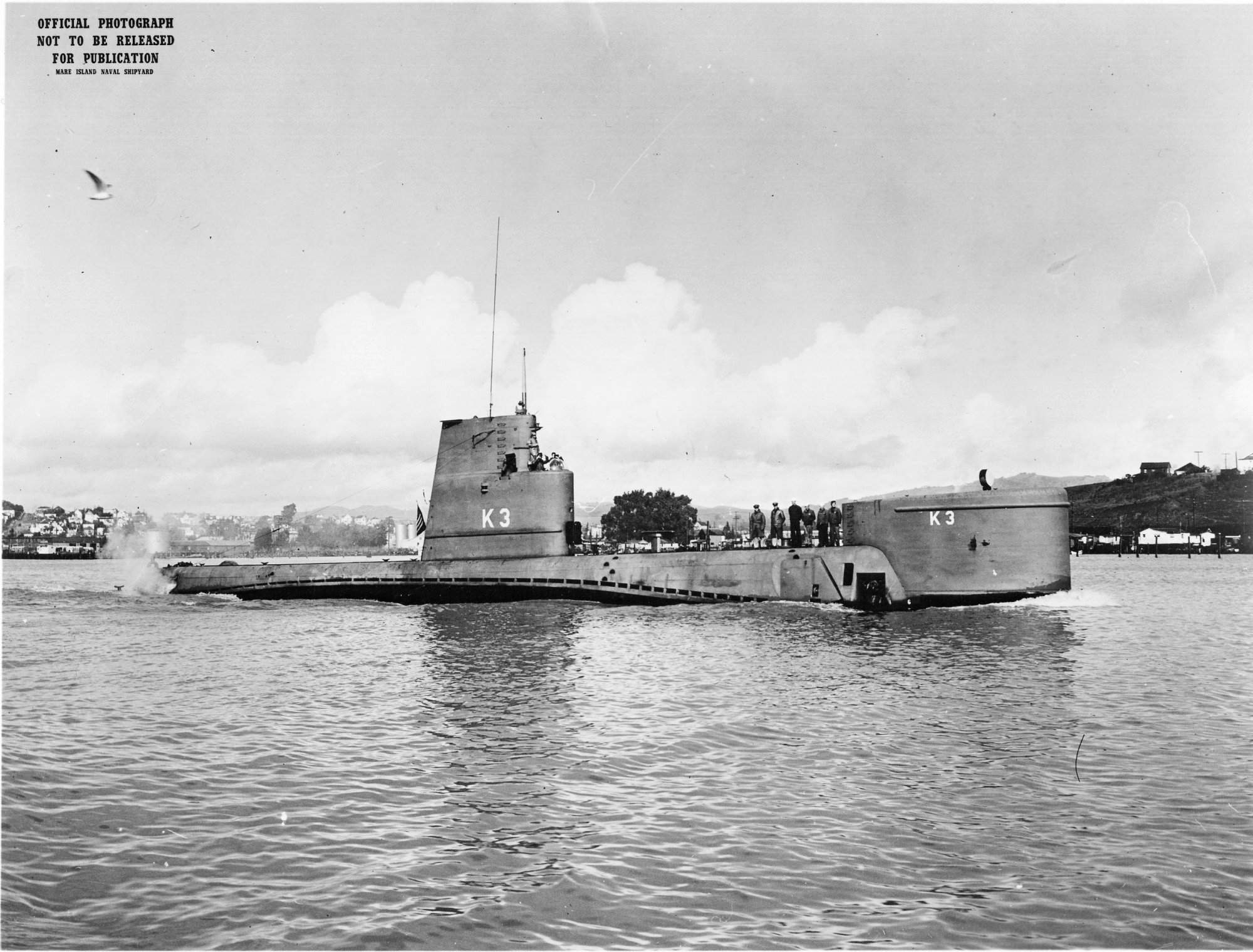
梭鱼级潜艇三号艇

同时期的苏联也获得了德国先进的XXI級潛艇和其他U艇，并开始建造新型潜艇。1948年，美国海军对自身反潜作战的能力进行了评估，意识到了现有的猎艇潜艇（SSK）数量将难以应对苏联快速发展的潜艇舰队。在当时，美国海军共有200多艘潜艇。
为了满足反潜作战的需求，美军开始设计能大规模生产的小型潜艇。1951年，梭鱼级潜艇投入使用，其水上排水量仅760吨，在艇首配备了先进的被动声纳，只有4个鱼雷管。该级共建成3艘，使用舰艇分类符SSK-1~SSK-3。1951-53年间，又有7艘貓鯊級潛艇被改装成猎艇潜艇，其被拆除了4个鱼雷管以安装声纳和电子设备，并拆除了两个柴油发动机以降低噪音。
苏联建造新潜艇花费的时间比预期的要长。到1952年只入役了10艘。之后苏联的潜艇产量开始激增。到1960年底，总共建造了320艘潜艇，其中215艘是613型潜艇，8艘为核动力。

### 核动力时代开启

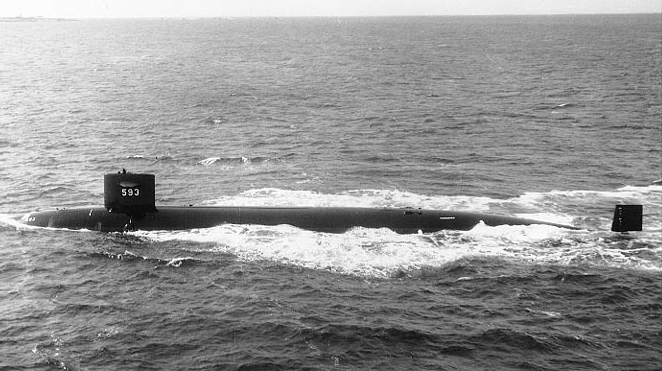
美国海军长尾鲨级攻击型核潜艇

1955年，全世界第一艘核动力潜艇美国鸚鵡螺號核動力潛艇投入使用。1957年，苏联也推出了核动力的627型鲸鱼级潜艇。由于核潜艇可以无限期地在深水中高速航行，因此常规动力的SSK猎艇潜艇对它们毫无用处。随着核潜艇的投入使用，美国海军在1957-59年间将现有的SSK猎艇退役或者重新分配任务，开始使用核潜艇进行反潜作战。
为了提升核潜艇反潜作战的效能，美国海军开始试验“泪滴型”船体。新的船体设计在3艘白鱼级和6艘鲣鱼级核潜艇上首次得到应用。其中白鱼级为美国建造的最后一级常规动力攻击潜艇。 1960年，湖白鲑号核潜艇投入使用，其采用了多项技术创新，包括远程声纳、低航速但安静的涡轮电力驱动和艇艏球型声纳基阵。尽管其技术上很成功，但是高建造成本和较低的整体性能最终使美国海军放弃了后续计划。美国海军从此放弃了专门的SSK（SSKN）猎艇（核）潜艇的概念，转而将其任务分配给“攻击型核潜艇”SSN。1961年投入使用的长尾鲨级核动力攻击型潜艇，较之湖白鲑号，速度更快，下潜更深，携带两倍的鱼雷，采用类似的消音改进。1963年，一艘长尾鲨级核潜艇失事，但其总体设计概念还在是美国海军之后的攻击型核潜艇的开发中得到了延续。

### 后续发展
1963年，英国入役了其第一艘核动力潜艇无畏号核潜艇。
苏联第一艘完全“泪滴型”的攻击型核潜艇671型于1967年入役。
中国人民解放军海军首艘核动力攻击型潜艇长征1号于1974年入役。
法国海军首级攻击型核潜艇为红宝石级，首艇红宝石号1983年入役。
历史上唯一一次攻击型核潜艇与敌舰交战并击沉敌舰发生在马岛战争中。1982年5月2日，英国皇家海军征服者号核潜艇用鱼雷击沉了阿根廷海军的貝爾格拉諾將軍號巡洋艦。
截至2021年，巴西海军有一艘攻击型核潜艇Álvaro Alberto正在建造中，印度海军已经完成了攻击型核潜艇的前期设计（Project 75 Alpha），澳大利亚海军也在美国和英国的协助下启动了攻击型核潜艇计划。

### 现代常规动力潜艇
虽然攻击型核潜艇已经进入了核动力时代，常规动力攻击型潜艇仍占有一席之地。在冷战中诞生的例子就有：英国奥伯龙级，苏联的633型、641型、641B型、基洛级。
随着AIP技术（绝气推进系统）的出现，常规动力潜艇的能力也获得了提升。例如212A级潜艇、鮋魚級潛艇和哥特蘭級潛艇。美国海军还租借了哥特蘭級潛艇用于反潜训练，其在2005年一次训练时还“模拟击沉”了隆納·雷根號航空母艦。

## 用户国

### 现使用国
- 阿尔及利亚国家海军，六艘基洛级潜艇
- 阿根廷海军，一艘209型潜艇、一艘TR-1700级潜艇
- 澳大利亚皇家海军，六艘柯林斯级潜艇
- 孟加拉国海军，两艘明级潜艇
- 巴西海军，五艘209型潜艇、三艘鮋魚級潛艇
- 加拿大皇家海军，四艘维多利亚级潜艇
- 智利海军，两艘209型潜艇、两艘鮋魚級潛艇
- 中国人民解放军海军，9艘商级潜艇、3艘汉级潜艇、26艘元级潜艇、13艘宋级潜艇、12艘基洛级潜艇、4艘明级潜艇
- 中华民国海军，两艘劍龍級潛艇、一艘鯇魚(Trench)級潛艦（英语：Tench-class submarine）、一艘巴劳鱵级潜艇
- 哥伦比亚国家海军，两艘209型潜艇
- 厄瓜多尔海军，两艘209型潜艇
- 埃及海军，四艘209型潜艇、四艘633型潜艇
- 法国海军，五艘红宝石级攻击核潜艇、一艘蘇弗朗級潛艦
- 德国海军，六艘212型潜艇
- 印度海军，四艘209型潜艇、三艘鮋魚級潛艇、八艘基洛级潜艇
- 印尼海军，三艘Nagapasa-class_submarine、一艘Cakra-class submarine
- 希腊海军，七艘209型潜艇、四艘214型潜艇
- 伊朗伊斯兰共和国海军，三艘基洛级潜艇
- 以色列海军，六艘海豚级潜艇
- 意大利海军，四艘212型潜艇、四艘掃羅級潛艇
- 日本海上自卫队，12艘苍龙级潜艇、9艘亲潮级潜艇、1艘大鯨級潛艦
- 朝鲜人民军海军，20艘633型潜艇
- 大韩民国海军，9艘Jang Bogo-class submarine和8艘214型潜艇
- 马来西亚皇家海军，两艘鮋魚級潛艇
- 缅甸海军，一艘基洛级潜艇、一艘明级潜艇
- 荷兰皇家海军，四艘海象级潜艇
- 挪威皇家海军，六艘乌拉级潜艇
- 巴基斯坦海军，五艘阿戈斯塔级潜艇
- 秘鲁海军，六艘209型潜艇
- 波兰海军，一艘基洛级潜艇
- 葡萄牙海军，两艘214型潜艇
- 罗马尼亚海军，一艘基洛级潜艇，未投入使用
- 俄罗斯海军，10艘阿库拉级潜艇、3艘671型核潜艇（维克托III级）、2艘945型核潜艇、20艘基洛级潜艇、1艘拉达级潜艇
- 新加坡共和国海军，两艘Sjöormen-class submarine、两艘射手级潜艇
- 南非海军，三艘209型潜艇
- 西班牙海军，两艘阿戈斯塔级潜艇
- 瑞典海军，三艘哥特兰级潜艇、一艘南曼兰级潜艇
- 土耳其海军，12艘209型潜艇
- 英国皇家海军，四艘机敏级潜艇、三艘特拉法加级潜艇
- 美国海军，27艘洛杉矶级潜艇、3艘海狼级潜艇、21艘弗吉尼亚级潜艇
- 委内瑞拉玻利瓦尔海军，两艘209型潜艇
- 越南人民海军，六艘基洛级潜艇

### 前使用国
奧匈帝國海軍，拉脱维亚海军，芬蘭海軍，
泰国皇家海军，利比亚海军，阿尔巴尼亚海军，
古巴革命海军，叙利亚阿拉伯海军，丹麦皇家海军，
塞尔维亚和黑山海军，黑山海军，爱沙尼亚海军，
保加利亚海军，乌克兰海军